# 超ヒロイン戦記
『超ヒロイン戦記』（スーパーヒロインクロニクル、SUPER HEROINE CHRONICLE）は、バンダイナムコゲームス・バンプレストレーベルより2014年2月6日に発売されたゲームソフト。PlayStation 3とPlayStation Vitaのマルチプラットフォーム。女性キャラクターを主体としたコンテンツ10作品をクロスオーバーさせた、新規IPによるシミュレーションRPG。

## 概要
開発は過去に『クイーンズブレイド スパイラルカオス』・『クイーンズゲイト スパイラルカオス』を手掛けたチームが担当しており、大まかなゲームシステムも『スパイラルカオス』から継承されたものとなっているが、『スパイラルカオス』にあったコスチューム破壊システムに替わってその類似システムとして「能力破壊システム」が採用されている。戦闘シーンは3Dポリゴンによるグラフィックとストリーミング再生による2Dカットインを組み合わせた演出となっている。全65話/99ステージ。
物語はコンセプト上、原作に登場する男性キャラは死神博士を除いて登場せず、初めから存在しないものとして描かれている。

## システム
基本システムはオーソドックスなシミュレーションRPGである。
各キャラクターには「ATK」（攻撃力）・「HIT」（命中率）・「SPD」（回避率）のという3つの「能力部位」が存在し、これらの部位にダメージを与えゲージを減らすことでその部位の能力を下げることができる。全ての能力部位が破壊されたキャラクターはヒットポイントが残っていても無条件降伏となる。能力部位のゲージを1つでも0にすると「エクストラアタック」が発動し、連続攻撃が可能となる。

## あらすじ
聖モンブラン学園の生徒「ノエル」と「める」は、突如姿を消した彼女たちの育ての親であり先生でもある、「イヴ＝ヴァレンタイン」を探して当てもなく彷徨っていた。
ある時、二人は行き倒れていた少年を助ける。彼は名を「クロード」といい、名前以外の記憶を全てなくしているという。道に迷っていたノエルとめるは意気消沈するが、突然三人をまぶしい光が包み込み、気付けば見たことのない町へとワープしていた。さらには異形の怪物に襲われる三人。風鳴翼の助太刀によって、怪物と介入してきたラウラ・ボーデヴィッヒを退けた三人は翼に事情を話す。異世界から飛ばされてきたという彼女らの話を半信半疑で聞く翼だったが、また件の光が彼女らを包む。そして今度は全く人気のない町に飛ばされてしまっていた。
開いていた店を探して入ると、そこには「樹麻りん」「ドロシー」がいた。聞けば、町の名を「ドコカ町」といい、自分たち以外に人はいないという。実際に調べてみても人はおらず、街の周囲には結界のような物が張られており出入りできない状態であった。翼が町の出方をりんに尋ねると、彼女は四人を町の中央へと連れていく。そこには巨大な石があった。言われるままに操作するとあの光が発生し、四人はまたいずこへかと飛ばされてしまうのであった。

## 登場キャラクター

### オリジナルキャラクター
ノエル＝風祭
声：佐藤利奈 / キャラクターデザイン：うるし原智志
聖モンブラン学園の生徒。トランプやステッキなどのマジックに使われる道具を用いて戦う。一人称「僕」
破壊の女神 ノエル
声：佐藤利奈
ある理由から敵対するようになったイヴの死が引き金となり、ノエルが変貌した存在。
める＝らんしぇる
声：金元寿子 / キャラクターデザイン：水無月徹
聖モンブラン学園の生徒。ヨーヨーを用いて戦う。
破壊の女神 める
声：金元寿子
ある理由から敵対するようになったイヴの死が引き金となり、めるが変貌した存在。
クロード
声：下野紘 / キャラクターデザイン：大塚真一郎
主人公。右手を包帯で覆っている銀髪の少年。名前以外の一切の記憶をなくしている。戦闘は苦手だが逃げることに関しては得意であるため、ステータスも回避値が極端に高い(他は平均以下)。
またスキルとして回復技を覚えるほか、回復コマンドがスキルとは別に独立して存在する。これは通常攻撃と同等の扱いになり、回復を行うと経験値がもらえ、通常攻撃ができなくなる。
樹麻りん
声：生天目仁美 / キャラクターデザイン：ここまひ
ショップの店員。
ドロシー
声：伊月ゆい / キャラクターデザイン：ここまひ
ショップの店員。

#### 敵勢力
イヴ以外、各キャラは使用可能のダウンロードコンテンツが存在していた。 
イヴ＝ヴァレンタイン
声：三石琴乃 / キャラクターデザイン：室井ふみえ
聖モンブラン学園の教師。
マジカルアサシン イヴ
声：三石琴乃
イヴの本性。
窓辺みぃ
声：伊月ゆい / キャラクターデザイン：鈴木典孝
K-86X
声：瑞沢渓 / キャラクターデザイン：梶山浩
マザー
声：亀井芳子
窓辺みぃとK-86Xを差し向け、ダークヒロインを生み出した黒幕。
DIVA
声：亀井芳子
マザーが自らの身体として造り出した躯体。

### 快盗天使ツインエンジェル
レッドエンジェル
声：田村ゆかり
ブルーエンジェル
声：能登麻美子
ホワイトエンジェル
声：釘宮理恵
テスラ・ヴァイオレット
声：堀江由衣
ナイン・ヴァイオレット
声：柚木涼香

### 京騒戯画
コト
声：釘宮理恵
八瀬
声：喜多村英梨

### デ・ジ・キャラット
本作のキャストは現在の2代目ではなく、初代が担当している。
デ・ジ・キャラット
声：真田アサミ
シリーズの主人公。通称は「でじこ」。
プチ・キャラット
声：沢城みゆき
デ・ジ・キャラットの妹分。通称は「ぷちこ」。
ラ・ビ・アン・ローズ（うさだヒカル）
デ・ジ・キャラットのライバル。通称は「うさだ」。
声：氷上恭子
ゲマ
声：亀井芳子
デ・ジ・キャラット、プチ・キャラットの攻撃の演出に登場。

### 戦姫絶唱シンフォギア
この作品に登場するキャラクターは、同作品に登場する敵キャラクター「ノイズ」が所有する位相差障壁（自身の攻撃力と防御力を上昇させる「状態異常」）を無効化するスキルを持つ。
立花響
声：悠木碧
『戦姫絶唱シンフォギア』の主人公。聖遺物「ガングニール」の融合症例第1号。師匠の下で鍛えた徒手空拳を用いて戦う。スキルによる強力な攻撃力バフが売りのパワーキャラ。
風鳴翼
声：水樹奈々
聖遺物「天羽々斬」の適合者。幼少の頃より鍛えた剣術と現代に伝わる忍術を用いて戦う。回避値の高さとスキルの防御力バフ、麻痺付与のスキルで防御に向く。
雪音クリス
声：高垣彩陽
聖遺物「イチイバル」の適合者。ガトリングやミサイルなど重火器を用いた広範囲殲滅攻撃を得意とする。その特性を反映してか周囲3マス以内にいる敵キャラに同時に攻撃する特殊コマンドが存在し、スキルの使用でさらに射程を伸ばして攻撃できる。タイマン戦闘が基本のこのゲームにおいては貴重な対複数攻撃が可能なキャラである。

### すーぱーそに子
すーぱーそに子
声：すーぱーそに子
バンド「第一宇宙速度」のボーカルとギターを務めるミュージシャン。自身のステータスは軒並み低めだがSPが突出して高い。またスキル全キャラ唯一の範囲型バフ、回復持ちで強力な後方支援ができる。

### ひぐらしのなく頃に
竜宮レナ
声：中原麻衣
園崎魅音 & 園崎詩音
声：雪野五月
北条沙都子 & 古手梨花
声：かないみか（沙都子）、田村ゆかり（梨花）

### 緋弾のアリア
神崎・H・アリア
声：釘宮理恵
星枷白雪
声：高橋美佳子
峰理子
声：伊瀬茉莉也
ジャンヌ・ダルク30世
声：川澄綾子
レキ
声：石原夏織

### IS 〈インフィニット・ストラトス〉
この作品に登場するキャラクターにはシールドエネルギーという特殊な数値が存在し、移動や攻撃、一部スキルの使用の際に消費する。シールドエネルギーが0になると行動できなくなるが、アイテムやスキルでエネルギーを補充すれば再び動けるようになる。
また飛行モードに切り替えることが可能で、シールドエネルギーの消費量を増やして、通常時では越えられない高い段差や川などの障害物を越えることができる。
篠ノ之箒
声：日笠陽子
物語の途中でISが打鉄から紅椿へ変更される。
セシリア・オルコット
声：ゆかな
鳳鈴音
声：下田麻美
シャルロット・デュノア
声：花澤香菜
ラウラ・ボーデヴィッヒ
声：井上麻里奈
クラリッサ・ハルフォーフ
声：瑞沢渓
ラウラ・ボーデヴィッヒの攻撃の演出に登場。

### ゼロの使い魔F
ルイズ・フランソワーズ・ル・ブラン・ド・ラ・ヴァリエール
声：釘宮理恵
レモンちゃん
声：釘宮理恵
特定の条件を満たすとルイズがレモンちゃんになるイベントが発生し、使用可能になる。
ティファニア
声：能登麻美子
シエスタ
声：堀江由衣

### ドリームハンター麗夢
綾小路麗夢
声：松井菜桜子
戦士 麗夢
声：松井菜桜子
死神博士
声：永井一郎

## 主題歌
オープニング「Dea×Crisis」
作詞:YUI/作曲:橘尭葉/歌:妖精帝國
エンディング「糸遊のしたで」
作詞:YUI/作曲:橘尭葉/歌:妖精帝國